# 奧康托 (內布拉斯加州)
奧康托（英語：Oconto）是位於美國內布拉斯加州卡斯特縣的村。

## 人口
根據2020年美國人口普查的數據，奧康托的面積為0.53平方千米，皆為陸地。當地共有人口138人，而人口密度為每平方千米260人。